# Макс Гальбе
Макс Гальбе (нім. Max Halbe, 4 листопада 1865, Гюттланд поблизу Данціґа — 30 листопада 1944, Нойеттінг, Верхня Баварія) — німецький письменник. Яскравий представник натуралізму в німецькій літературі.

## Життєпис
Макс Гальбе народився в Західній Пруссії в садибі Гюттланд (нині Koźliny, Польща) в заможній родині селян, які емігрували двісті років до цього з Вестфалії. Навчався в гімназії міста Марієнбург.
З 1883 року вивчав юриспруденцію в Гайдельберзькому університеті.
1885—1887 — вивчав історію і німецьку філологію в Гумбольдтському університеті Берліна.
1888 — захистив докторську дисертацію в Мюнхенському університеті.
Потім переїхав до Берліна. Як в Мюнхені, так і Берліні Гальбе знайомиться з представниками нового руху натуралізму в німецькій літературі. Примкнув до руху вільних письменників (нім. Freie Bühne) з 1889. Знаходився під сильним впливом натуралістів, зокрема Йоганнеса Шлафа і Арно Холта. Навесні 1890 написав п'єсу «Вільне кохання» (нім. Freie Liebe), яка пізніше отримала назву «Ein Verhältnis» (1895).Того ж року одружився.
1892 року опублікував п'єсу «Льодохід», а в 1893 році публікує свою натуралістичну драму «Молодість» (нім. Jugend), яка здобула великий успіх після першої постановки (хоча кілька відомих театральних менеджерів Берліна (зокрема, L'Arronge, Barnay, Blumenthal) відмовились ставити п'єсу). В Україні драма в перекладі Леся Курбаса була поставлена ним же 1917 року в Молодому театрі. Також ставилась у Театрі Української Бесіди, Новому львівському театрі, Українському незалежному театрі.
В галичанських театрах зокрема режисером Володимиром Блавацьким була поставлена також п'єса «Ріка» в перекладі режисера Івана Іваницького.
Наступна п'єса Гальбе — комедія «Турист в Америці» — виявилась слабкою, і його репутація швидко почала погіршуватись. Постійна набридлива критика щодо його нездатності підтримувати рівень власних ранніх робіт змусила його переїхати в сільську місцевість Кройцлінген на Боденському озері.
У 1895 році він знову вирушив до Мюнхена, де, з Йозефом Руедерером, заснував «Інтимний театр драматичних експериментів», у якому письменники і поети з'являлися на сцені, і став співзасновником популярного мюнхенського театру «Фольксбюне» (нім. Münchner Volksbühne). Підтримував дружні стосунки з Франком Ведекіндом.
Велике значення в історії літератури мають дві автобіографії «Земля і доля. Історія мого життя» (1933) і «Зміна століть. Історія мого життя в 1893—1914» (1935).
Коли націонал-соціалісти захопили владу в січні 1933 року, Гальбе як і Гергарт Гауптман відкрито говорити проти них не наважився і тримався осторонь від політики. А вже 22 жовтня 1933 він підписав заяву про лояльність до Адольфа Гітлера. Оскільки він був одним з небагатьох відомих письменників, які залишились в Німеччині за тих часів, нацисти широко його рекламували, що завдало шкоди його репутації після війни.
Помер у своєму маєтку в Баварії у віці 79 років.

## Твори
- Вільне кохання, 1890
- Льодохід, 1892
- Молодість: драма кохання в 3 діях, 1893
- Матір-земля, 1898
- Ріка, 1904
- Земля і доля. Історія мого життя (1933)
- Зміна століть. Історія мого життя в 1893—1914 (1935)

## Українські переклади
- Ріка, драма / Макс Гальбе; Пер. на українську мову Івана Іваницького — Краків-Львів, 1942
- Молодість: драма кохання в 3 діях / Макс Гальбе; пер. Лесь Курбас. — К. : Ґрунт, 1918. — 83 с.